# パトリク・エリアーシュ
パトリク・エリアーシュ（チェコ語:Patrik Eliáš, 1976年4月13日 - ）は、チェコスロバキアのトシェビーチ生まれのチェコの元プロアイスホッケー選手。ポジションはレフト・ウィング。愛称は「エリ」、「パティ」、「セント・パトリック」など。パトリック・エリアシュとも表記する。

## 経歴
1994年のNHLドラフトでニュージャージー・デビルスに指名されて、NHL入り。1999年から2002年にかけ、エリアーシュとジェイソン・アーノット、ペトル・シコラの作る「Aライン」は高い得点力を誇り、2000年のデビルスのスタンレー・カップ優勝に大きく貢献した。2001年にはジョー・サキックとともにNHLプラス/マイナス賞を受賞した。
2002年2月に開催されたソルトレークシティオリンピックのアイスホッケーチェコ代表に選出された。
2004年から2005年のNHLロックアウトの際にはチェコおよびロシアでプレーした。
2006年、ニュージャージー・デビルスのチーム史上、ヨーロッパ出身者としては初めてキャプテンとなった。
2006年のトリノオリンピックのアイスホッケーチェコ代表に選出された。同大会では銅メダルを獲得した

## 詳細情報

### 代表歴
- 1998年アイスホッケー世界選手権チェコ代表
- 2002年オリンピックアイスホッケーチェコ代表
- 2004 ワールドカップ・オブ・ホッケー チェコ代表
- 2006年オリンピックアイスホッケーチェコ代表
- 2008年アイスホッケー世界選手権チェコ代表
- 2009年アイスホッケー世界選手権チェコ代表
- 2010年オリンピックアイスホッケーチェコ代表
- 2011年アイスホッケー世界選手権チェコ代表
- 2014年オリンピックアイスホッケーチェコ代表